# Psycho III
Psicose 3 é um filme estadunidense de 1986 dirigido e protagonizado por Anthony Perkins. Trata-se de uma sequência de Psycho II.

## Sinopse
Norman Bates continua administrando o Bates Motel e morando sozinho na casa ao lado, onde mantém um cadáver que acredita ser sua verdadeira mãe. Sua vida parece seguir tranquila até a chegada de duas novas hóspedes: Maureen Coyle, uma mulher que recentemente deixou um convento e que possui uma aparência inquietantemente similar à de Marion Crane, e Tracy Venable, uma repórter determinada a investigar se Norman realmente merece estar em liberdade. À medida que Norman se aproxima de Maureen, sua frágil sanidade é posta à prova, especialmente quando uma figura misteriosa, vestida como sua mãe, começa a assassinar aqueles que se aproximam do hotel, um por um.

## Elenco
- Anthony Perkins ..... Norman Bates
- Diana Scarwid ..... Maureen Coyle
- Jeff Fahey ..... Duane Duke
- Roberta Maxwell ..... Tracy Venable
- Hugh Gillin ..... Sheriff John Hunt
- Robert Alan Browne ..... Ralph Statler
- Lee Garlington ..... Myrna
- Donovan Scott ..... Kyle
- Karen Hensel ..... Irmã Catherine
- Jack Murdock ..... Lou
- Janet Leigh ..... Marion Crane (flashback)
- Claudia Bryar ..... Srs. Emma Spool (flashback)